# Rotaliella
Rotaliella es un género de foraminífero bentónico de la familia Rotaliellidae, de la superfamilia Discorboidea, del suborden Rotaliina y del orden Rotaliida. Su especie tipo es Rotaliella heterocaryotica. Su rango cronoestratigráfico abarca el Holoceno.

## Discusión
Clasificaciones más modernas incluyen Rotaliella en la Familia Discorbidae.

## Clasificación
Rotaliella incluye a las siguientes especies:
- Rotaliella antarctica
- Rotaliella arctica
- Rotaliella atlantica
- Rotaliella bispinosa
- Rotaliella californica
- Rotaliella chasteri
- Rotaliella elatiana
- Rotaliella grelli
- Rotaliella heronalleni
- Rotaliella heterocaryotica
- Rotaliella keigwini
- Rotaliella nana
- Rotaliella petalorbis
- Rotaliella roscoffensis
- Rotaliella rugosa
- Rotaliella simplex